# داني ولز (سياسي)
داني ولز (بالإنجليزية: Danny Wells)‏ هو سياسي أمريكي، ولد في 15 مارس 1940 في تشارلستون في الولايات المتحدة. حزبياً، نشط في الحزب الديمقراطي.